# Capitaine Morgan
Pour plus de détails, voir Fiche technique et Distribution.
Capitaine Morgan (Morgan il pirata) est un film franco-italien coréalisé par André de Toth et Primo Zeglio et sorti en 1960.

## Synopsis
Aux Caraïbes, pour accomplir sa mission, le capitaine britannique Henry Morgan doit affronter des pirates, ce qui n’exclut pas des aventures amoureuses avec la séduisante gent féminine espagnole du coin.

## Fiche technique
Sauf indication contraire, les informations mentionnées dans cette section peuvent être confirmées par la base de données cinématographiques Unifrance,  présente dans la section « Liens externes ».
- Titre français : Capitaine Morgan
- Titre italien : Morgan il pirata
- Réalisation : André de Toth, Primo Zeglio
- Assistant réalisation : Alberto Cardone
- Scénario : André de Toth, Primo Zeglio, Filippo Sanjust
- Décors : Gianni Polidori
- Costumes : Filippo Sanjust
- Photographie : Tonino Delli Colli
- Son : Fausto Ancillai, Georges Leblond, Enzo Silvestri
- Montage : Maurizio Lucidi
- Musique : Franco Mannino
- Producteur : Joseph E. Levine
- Direction de production : Aldo Pomilia, Nicolò Pomilia
- Sociétés de production : Lux Film (France), Compagnie Cinématographie de France, Adelphia Compagnia Cinematografica (Italie)
- Sociétés de distribution : MGM (Allemagne, États-Unis), Lux Film (France), D3 Distribution (France), Les Acacias (France), Tamasa Distribution (France), StudioCanal (étranger)
- Pays de production :  France,  Italie
- Langue de tournage : français
- Format : 35 mm — couleur par Eastmancolor — 2.35:1 CinemaScope — son monophonique
- Genre : film d'aventures
- Durée : 95 minutes
- Dates de sortie : 
  - Italie : 17 novembre 1960
  - France : 17 mai 1961
- (fr) Classification CNC : tous publics (visa d'exploitation no 23481 délivré le 15 mai 1961)

## Distribution
- Steve Reeves (VF : Jean-Claude Michel) : Henry Morgan
- Valerie Lagrange : Dona Inez
- Armand Mestral : l’Olonnais
- Ivo Garrani (VF : Roger Treville) : le gouverneur
- Lydia Alfonsi (VF : Jacqueline Ferrière) : Dona Maria
- Giulio Bosetti (VF : Raymond Loyer) : Sir Thomas
- Chelo Alonso (VF : Paule Emanuele) : Conception
- Angelo Zanolli : David
- George Ardisson : Walter
- Dino Malacrida : Duke
- Giovanni Cianfriglia : l’assistant du commerçant Slave
- Les pirates :
  - Veriano Genesi
  - Aldo Pini
  - Mimmo Poli

## Production

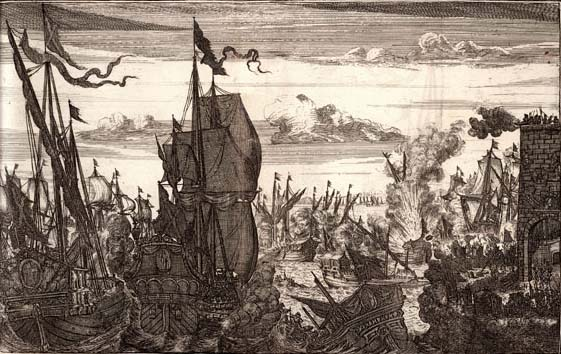
Henry Morgan détruit la flotte espagnole à Maracaibo
Illustration extraite de l'œuvre d'A.-O. Exquemelin

### Scénario
Sans que ce soit porté à leur crédit, le scénario s'inspire des cycles d'aventures de pirates de l'œuvre romanesque d'Emilio Salgari, et du récit du flibustier français Alexandre-Olivier Exquemelin, Histoire d'avanturiers qui se sont signalez dans les Indes (1678), notamment avec la présence dans l'intrigue du pirate français François l'Olonnais. 

### Tournage

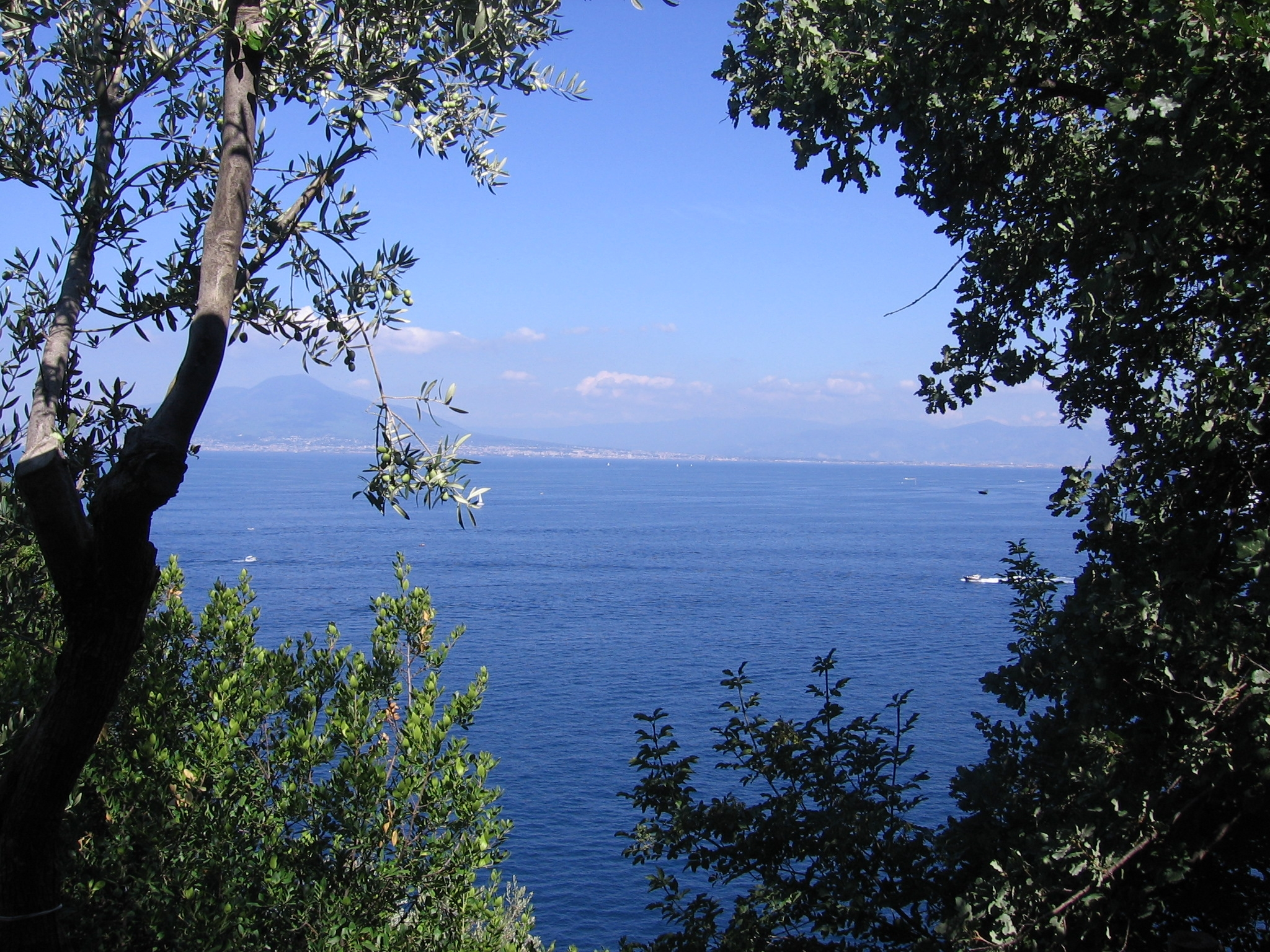
Extérieurs dans la baie de Naples

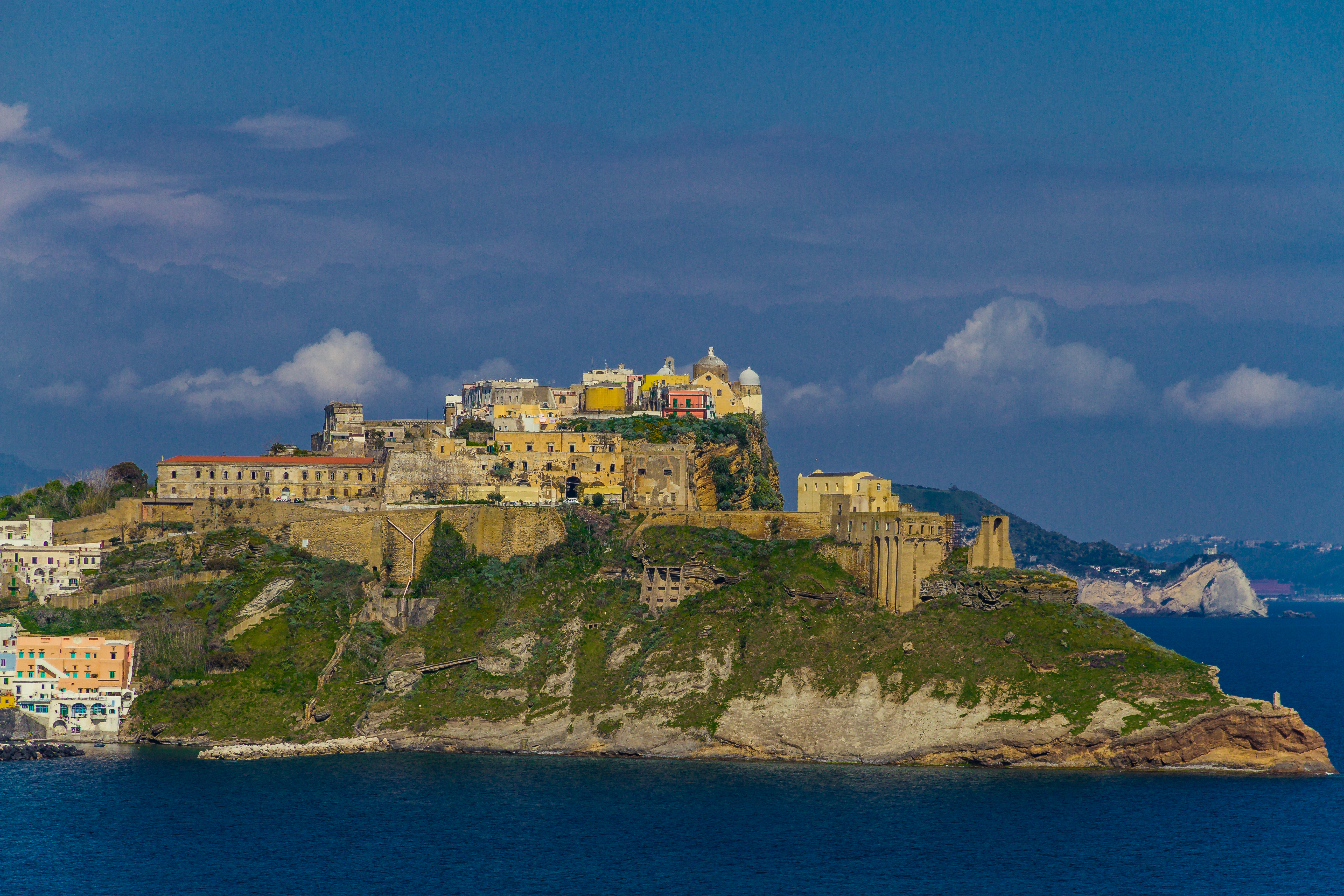
Extérieurs dans l'île Procida

- Extérieurs en Italie : golfe de Naples, île Procida (Campanie).
- Intérieurs : studios Titanus (Rome).
- Valérie Lagrange[1] : « Je me souviens que j’étais plutôt antipathique, pour ne pas dire caractérielle, sur le tournage de Capitaine Morgan, en Italie. C’était dur, on venait nous chercher à cinq heures du matin, pour tourner de huit heures à minuit parfois. Tout le monde jouait dans sa langue, Steve Reeves en anglais, moi en français, les autres en italien… Ça a duré au moins trois mois. Au début, on tournait dans la baie de Naples, sur de grands bateaux de pêche transformés en caravelles du XVIIe siècle. Il y avait des scènes d’attaque, mais la mer était lisse, sans une vague. Pour simuler le tangage, André de Toth n’avait pas trouvé mieux que d’installer un assistant au beau milieu du pont, debout sur un tonneau, sabre au poing, qui donnait l’ordre à une soixantaine de figurants, traités comme du bétail, de courir de droite à gauche ! Si ça n’avait pas été si dégradant pour eux, la scène aurait été digne d’un film de Buster Keaton ! Une autre fois, entre les prises, pour passer le temps, ils s’amusaient à faire se frôler les bateaux, si bien qu’ils s’étaient télescopés : il avait fallu une semaine d’interruption du tournage pour les reconstruire ! Une autre fois, on tournait une scène d’écartèlement sous les yeux de la cour. Le supplicié était un mannequin en paille, avec des chevaux accrochés aux quatre membres. À chaque fois que le metteur en scène criait : « Action ! », les chevaux tiraient, et on voyait la paille s’envoler des manches ou des jambes et il fallait recoudre et recommencer… Malheureusement, à l’époque, le making of n’existait pas ! […] Je ne m’amusais pas beaucoup à faire ce film… Steve Reeves était très gentil, mais vraiment pas futé. Il avait une femme plus âgée que lui, très sérieuse, qui faisait un peu secrétaire de direction… On ne communiquait pas ; de toute façon, je ne parlais pas un mot d’anglais. Dans une scène, il devait me prendre pas les épaules, me soulever, m’embrasser et me reposer. Mais lui qui pourtant avait joué Hercule n’y arrivait pas. Alors, je devais monter sur un petit banc, pour simuler l’action. Sur ce film, j’avais un traitement de star, mais en fait ça m’énervait et je faisais des caprices, comme une gamine. André de Toth, le metteur en scène, un des fameux « borgnes d’Hollywood », m’impressionnait avec sa carrure et son bandeau sur l’œil. »